# Austrocercella tillyardi
Austrocercella tillyardi är en bäcksländeart som först beskrevs av Douglas E. Kimmins 1951.  Austrocercella tillyardi ingår i släktet Austrocercella och familjen Notonemouridae. Inga underarter finns listade i Catalogue of Life.